# Za križen
Za križen je naziv za tradicijsku noćnu procesiju koja se već nekoliko stoljeća svaki Veliki četvrtak održava na otoku Hvaru.
Procesija je jedinstveni obred osobite pobožnosti te izraz vjerskog i kulturnog identiteta stanovnika središnjeg dijela otoka Hvara, koji se u neprekinutom nizu odvija pet stoljeća. Iznimna je i po svom trajanju (tijekom 8 sati prođe se 25 kilometara) i po naglašenom pasijskom sadržaju, pripremaju je i provode bratovštine, odnosno zajednice hvarskih katolika u čiju je povijest i život križ duboko upisan. Okosnica procesije je Gospin plač, osmerački pasionski tekst iz 15. stoljeća kojeg u formi glazbenog dijaloga pjevaju izabrani pjevači, kantaduri.

## Opis
Procesija Za križen svake godine započinje točno u 22 sata tako što šest procesija istovremeno kreću iz šest župnih crkava središnjeg dijela otoka, u mjestima Vrbanj, Vrboska, Jelsa, Pitve, Vrisnik i Svirče. Svaka procesija se vrti u tom velikom krugu, da bi se u 7 sati ujutro vratila u svoje polazište. 
Svaku procesiju predvodi križonoša koji nosi križ. Uloga križonoše znači iznimno veliku čast na otoku, pa je on već unaprijed određen i po više od 20 godina. Križonoša ide u pratnji pomoćnika, dva pratitelja koji nose velike svijećnjake, dva glavna pjevača i više odgovarača koji pjevaju "Gospin plač". Svi su oni obučeni u svečana odijela - bijele bratimske tunike. Po brojnosti, najveća je jelšanska procesija, a hodočasnika zna biti više od tisuću. Jelšanska je posebna i po običaju da križonoša zadnjih 100 metara puta pretrči.
Prolazeći kroz svako od 6 mjesta obuhvaćena procesijom, sudionici procesije iskazuju pobožnosti u svakoj od crkava na putu. Župnik u svakoj od crkava blagoslivlja križonošu i ohrabruje ga, a pjevači otpjevaju Gospin plač te se nastavlja hod. Procesije se ne smiju susresti; te kako se ne bi susreli, pažljivo koordiniraju kretanje svake od procesija.
Tijekom puta, hodočasnici mole i pjevaju, a posebno je dojmljiv pjev "Gospinog plača" u izvornom obliku. Zanimljivo je da ga svaka procesija pjeva na svoj način. Na Veliki petak, ovih 6 mjesta opusti, dok se pobožni puk odmara od naporne noći. Tek u popodnevnim satima, mjesta živnu, kada mještani odlaze sudjelovati u pobožnostima Velikog tjedna.

## Povijest procesije
Nastanak procesije se veže uz raspelo Svetog križića, koje se od 1510. godine čuva u hvarskoj katedrali. Prema zapisima u arhivu, križić je 1510. bio na čuvanju u kući Nikole Bevilaque. U vrijeme nemira između pučana i plemića, 6. veljače 1510., križić je prokrvario. Tada na Hvaru počinje intenzivno štovanje križa.
Prvi pismeni zapis o procesiji datira od 16. veljače 1658. godine. 
Godine 2009. tradicija procesije Za križen je upisana na UNESCO-ov popis nematerijalne svjetske baštine u Europi, a sastoji se od šest istovremenih procesija iz Jelse, Pitvi, Vrisnika, Svirča, Vrbnja i Vrboske.
1943. godine talijanski fašisti ograničili su procesiju na samo 12 osoba po mjestu. 1944. procesija je održana u izbjegličkom kampu u pustinji Sinai u Egiptu. 2020. je bila ograničena na samo 15 osoba po procesiji, iako je većina drugih događanja u Hrvatskoj tog mjeseca otkazana, Za Križen je ipak održana.

## Poveznice
- Hrvatska kulturna baština
- Nematerijalna kulturna baština
- Nematerijalna svjetska baština

## Vanjske poveznice
- Za križem po Hvaru  Arhivirana inačica izvorne stranice od 1. svibnja 2008. (Wayback Machine) (katolici.org)
- Video procesije Za križen www.kultura.hr
- Za križen zakrizen.hr